# Jean Gabriac
Pour les articles homonymes, voir Gabriac.
Jean Gabriac, né le 10 juin 1921 à Salles-Curan (Aveyron) et mort le 28 octobre 1976 à Millau (Aveyron), est un homme politique français.

## Détail des fonctions et des mandats
Mandat parlementaire
- 5 février 1973 - 28 octobre 1976[1] : Député de l'Aveyron